# Султанат Авдали
Султанат Авдали (арап. سلطنة العوذلي) је био феудална држава која је постојала од 18. стољећа па до 1967. године на југу Арабијског полуострва . Данас је териториј овог бившег султаната дио јеменске мухафазе Абјан.
Главни град овог султаната био је Зарах.

## Историја
Тачна година оснивања овог султаната није позната али је основан највјероватније средином 18. стољећа. Султанат Авдали је потписао уговор о заштити с Британијом 1890. године и постао дио Протектората Аден 1890. Султанат Авдали је 1959. године био један од оснивача нове британске колонијалне творевине Федерације Арапских Емирата Југа, те потом 1963. и Федерације Јужне Арабије. Посљедњи султан ове феудалне државе био је Салих Ибн ал Хусеина ибн Ал Џабил Аудали , он је развлашћен 1967. кад је укинут Султанат Авдали, те основана држава Јужни Јемен, која се ујединила с Сјеверним Јеменом 22. маја 1990 у данашњу државу Републику Јемен.